# 福雷斯特城 (印地安納州)
福雷斯特城（英語：Forest City）是位於美國印地安納州傑斯帕縣的一個非建制地區。該地的面積和人口皆未知。